# Провінція Сімоса
Провінція Сімоса (яп. 下総国 — шімоса но куні, «країна Сімоса»; 北総州 — хокусосю, «провінція Північнна Фуса») — історична провінція Японії у регіоні Канто на сході острова Хонсю. Відповідає північній частині префектури Тіба, південно західній частині префектури Ібаракі, східній частині префектури Сайтама і східним районам столиці Токіо.

## Короткі відомості
Віддавна Сімоса була складовою держави Фуса (総国), яка у 7 столітті була поділена яматоськими монархами на дві адміністративні одиниці — Кадзуса (上総, «верхня Фуса») і Сімоса (下総, «нижня Фуса»). Більшість населення провінції складали племена еміші, які поступово були асимільовані яматосцями.
Після ряду територіальних змін, кордони провінції Сімоса закріпилися у 8 столітті. Її адміністративний центр знаходився у сучасному місті Ітікава.
Небезпека від сусідніх племен еміші вплинула на формування самурайського стану у провінції Сімоса. До середини 12 століття цими землями володів рід Тайра, представники якого навіть намагалися створити незалежну державу у регіоні Канто (повстання Тайри но Масакадо (931—940)).
З кінця 12 по середину 15 століття провінція Сімоса перебувала під контролем роду Тіба, бічної лінії роду Тайра. У 16 столітті їх землі захопила родина Ґо-Ходзьо.
У період Едо (1603—1867) провінція Сімоса була поділена на декілька володінь хан. Найбільше з них контролював ріи Хотта — васал сьоґунів Токуґава.
У результаті адміністративної реформи 1873 року, землі провінції Сімоса були розділені між префектурами Тіба, Ібаракі, Сайтама і столицею Токіо.

## Повіти
- Інба 印旛郡
- Кайдзьо 海上郡
- Каторі 香取郡
- Кацусіка 葛飾郡
- Окада 岡田郡
- Сасіма 猿島郡
- Сома 相馬郡
- Сосаку 匝瑳郡
- Тіба 千葉郡
- Тойода 豊田郡
- Хабу 埴生郡
- Юкі 結城郡